# Gateway Program
Das Gateway Program (auch bezeichnet als Gateway Project oder abgekürzt Gateway) ist ein Infrastrukturprojekt in den Bundesstaaten New Jersey und New York der Vereinigten Staaten. Es soll Abschnitte der Eisenbahnstrecke Nordostkorridor modernisieren und erweitern.
Das Gateway Program wird seit 2011 von Amtrak in Zusammenarbeit mit regionalen und bundesstaatlichen Partnern vorangetrieben. Zentrales Element ist der Bau eines neuen, rund 5,6 km langen Eisenbahntunnels im Bereich des Hudson River, der zusammen mit weiteren Maßnahmen wie Brücken- und Streckenausbauten zwischen den Bahnhöfen New York Pennsylvania Station und Newark Pennsylvania Station die Kapazität und Zuverlässigkeit des Regional- und Fernverkehrs in der Metropolregion New York erhöhen soll. Die vorhandenen North River Tunnels könnten nach Inbetriebnahme des neuen Tunnels zur Sanierung gesperrt werden. 
Vorangegangen war 2010 das Scheitern des Projekts Access to the Region’s Core (deutsch „Zugang zum Herzen der Region“) der 1990er bis 2000er Jahre. Es sollte einen ähnlich dimensionierten Tunnel (ARC-Tunnel, auch Trans-Hudson Passenger Rail Tunnel) unter dem Hudson River erstellen, um die Passagierkapazität zwischen New Jersey und Manhattan zu verdoppeln.
Gateway erhielt in den späten 2010er und den 2020er Jahren öffentliche Finanzierungszusagen und könnte mit Planungsstand 2023 in der Mitte der 2030er Jahre in Betrieb gehen. Auf der Zulaufstrecke in New Jersey begann im Jahr 2020 ein Ersatzbau für die am Beginn des 20. Jahrhunderts errichtete Eisenbahnbrücke Portal Bridge über den Hackensack River. Vorbereitende Bauarbeiten für den neuen Tunnel unter dem Hudson River begannen Ende November 2023, die Hauptarbeiten im August 2024.

## Access to the Region’s Core

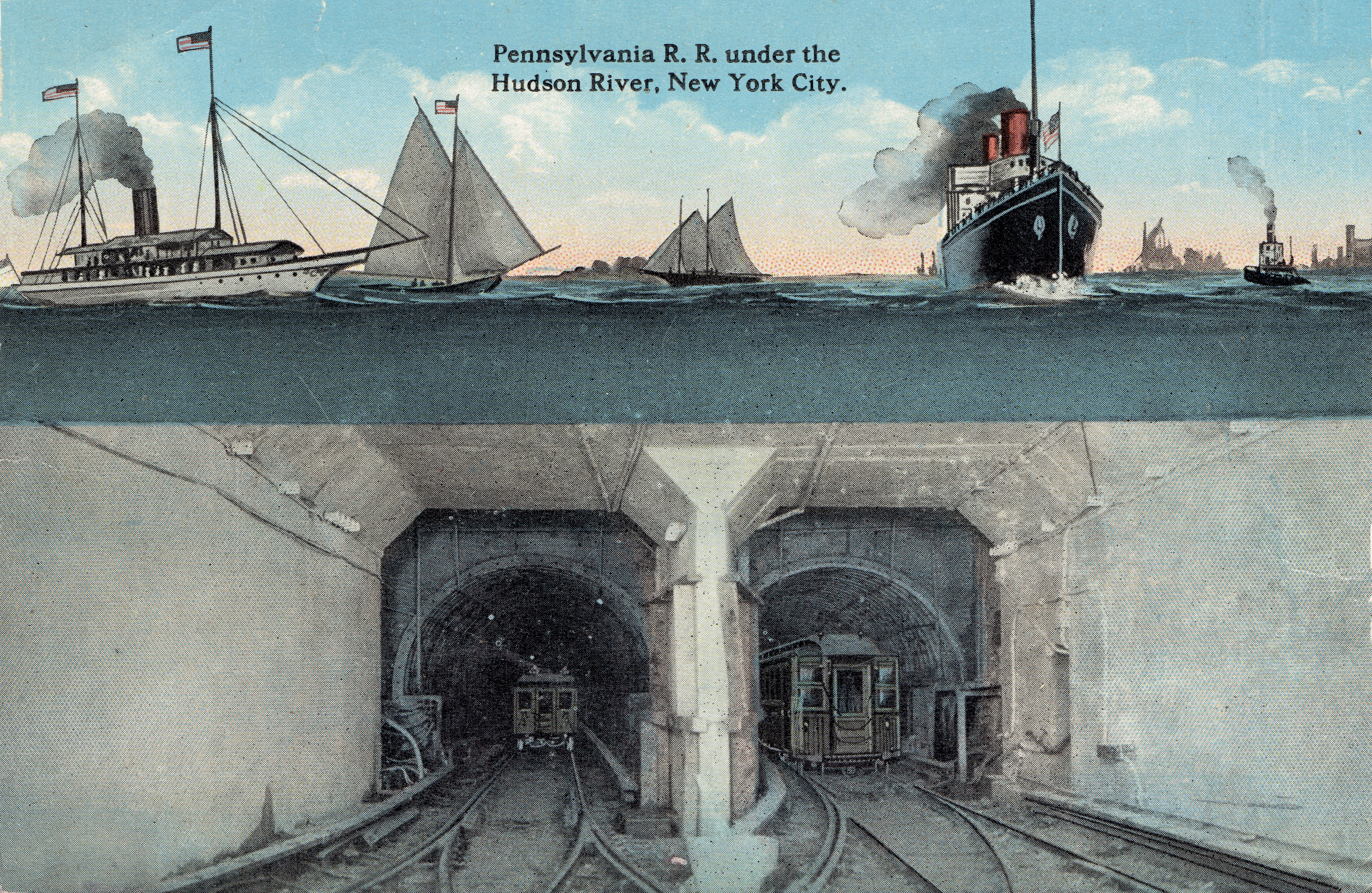
Historische Postkarte zeigt das Vorgängerbauwerk „North River Tunnels“. Dieser erste Tunnel unter dem Hudson River wurde von der Pennsylvania Railroad gebaut und ist bis zur Inbetriebnahme des neuen Tunnels als Teil des Northeast Corridor unentbehrlich.

### Projektübersicht
Im Rahmen von Access to the Region’s Core sollte die Zufahrtsstrecke westlich des Pendler-Umsteigebahnhofs Secaucus Junction beginnen und südlich entlang des Northeast Corridor geführt werden, ehe sie in den neuen Hudson-Tunnel gemündet hätte. Die Pennsylvania Station in Manhattan sollte durch einen 6-gleisigen Kopfbahnhof unter der 34. Straße erweitert werden.
Im Einzelnen bestand das Projekt aus folgenden Teilen:
- Zwei Tunnelröhren unter den Palisades und dem Hudson River hindurch. Sie sollten in einem Bogen südwestlich entlang des bestehenden Tunnels des Northeast Corridors verlaufen und in Manhattan die Zufahrt zur bestehenden Penn Station kreuzen. Die Ausgänge hätten direkt in die neue Station gemündet.
- Sechsgleisiger unterirdischer Kopfbahnhof, in der Planung auch als New York Pennsylvania Station Extension (NYPSE) bezeichnet. Der Bahnhof wäre nördlich der bestehenden Penn Station unter der 34. Straße zu liegen gekommen und hätte Zugang zu den U-Bahnen geboten.
- Verbindungsspange bei Secaucus Junction, um die Main Line/Bergen County Line und die Pascack Valley Line an die Strecke anzubinden.
- Zusätzliche Abstellanlage in Kearny (New Jersey)

Anfänglich wurde auch über eine Verbindung vom ARC-Tunnel zur bestehenden Penn Station nachgedacht, welche Penn Station Connector geheißen hätte. Diese Idee wurde wieder fallen gelassen, da entweder die Rampe sehr steil geworden wäre oder aber umfangreiche Aufschüttungen am Grund des Hudson Rivers nötig gewesen wären. Außerdem hätte die Strecke in Manhattan in offener Bauweise erstellt werden müssen, was mit einer hohen Entschädigung an die Anlieger der Baustelle verbunden gewesen wäre.

### Geschichte
Der 5,6 km lange ARC-Tunnel (Access to the Region’s Core, dt. Zugang zum Herzen der Region, auch Trans-Hudson Passenger Rail Tunnel) in den US-Bundesstaaten New Jersey und New York sollte das Kernstück einer neuen Eisenbahnstrecke für den Personenverkehr werden. Diese Strecke sollte die Passagierkapazität zwischen New Jersey und Manhattan verdoppeln.
Die Planungen für den neuen Tunnel wurde unter der republikanischen Gouverneurin Christine Todd Whitman 1995 in das ARC-Projekt überführt. Mit dem Bau wurde zwar im Juni 2009 begonnen. Die Eröffnung sollte nach diesen Plänen ursprünglich 2019 stattfinden.
Die Arbeiten wurden am 9. Oktober 2010 durch den neu gewählten Gouverneur von New Jersey, Chris Christie, beendet, weil er die Finanzierung der prognostizierten Mehrkosten für unklar hielt.

## Gateway Program

### Planung ab 2011

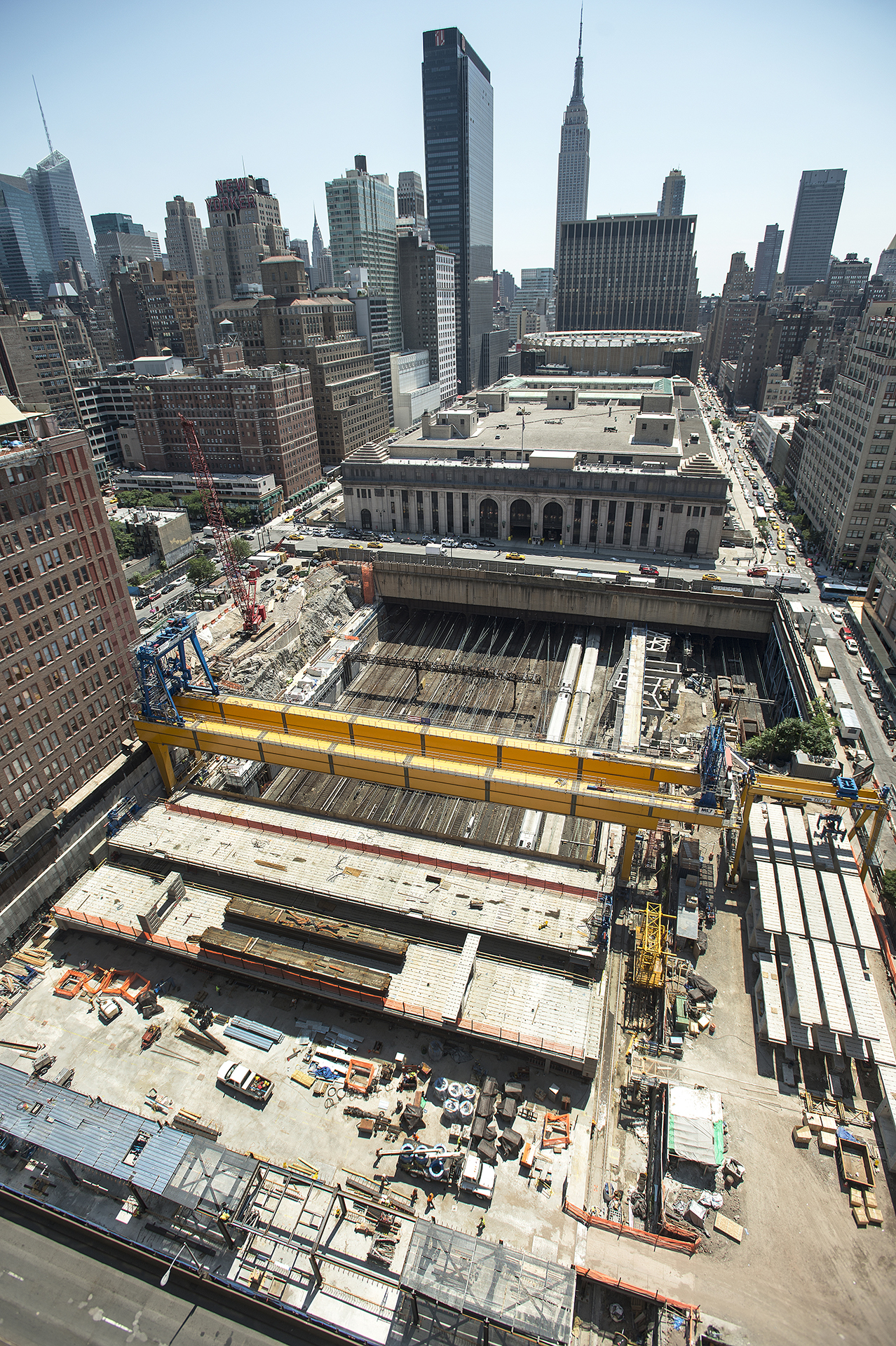
Midtown Manhattan: Blick von Westen zur unterirdischen Penn Station, die überbaut ist mit rundem Madison Square Garden hinter U.S. General Post Office. Ganz hinten Empire State Building. Ninth Avenue quer vor Post Office. Gleise im Vordergrund wurden seit Aufnahme der Fotografie (2014) mit Hochhäusern Manhattan West überbaut.

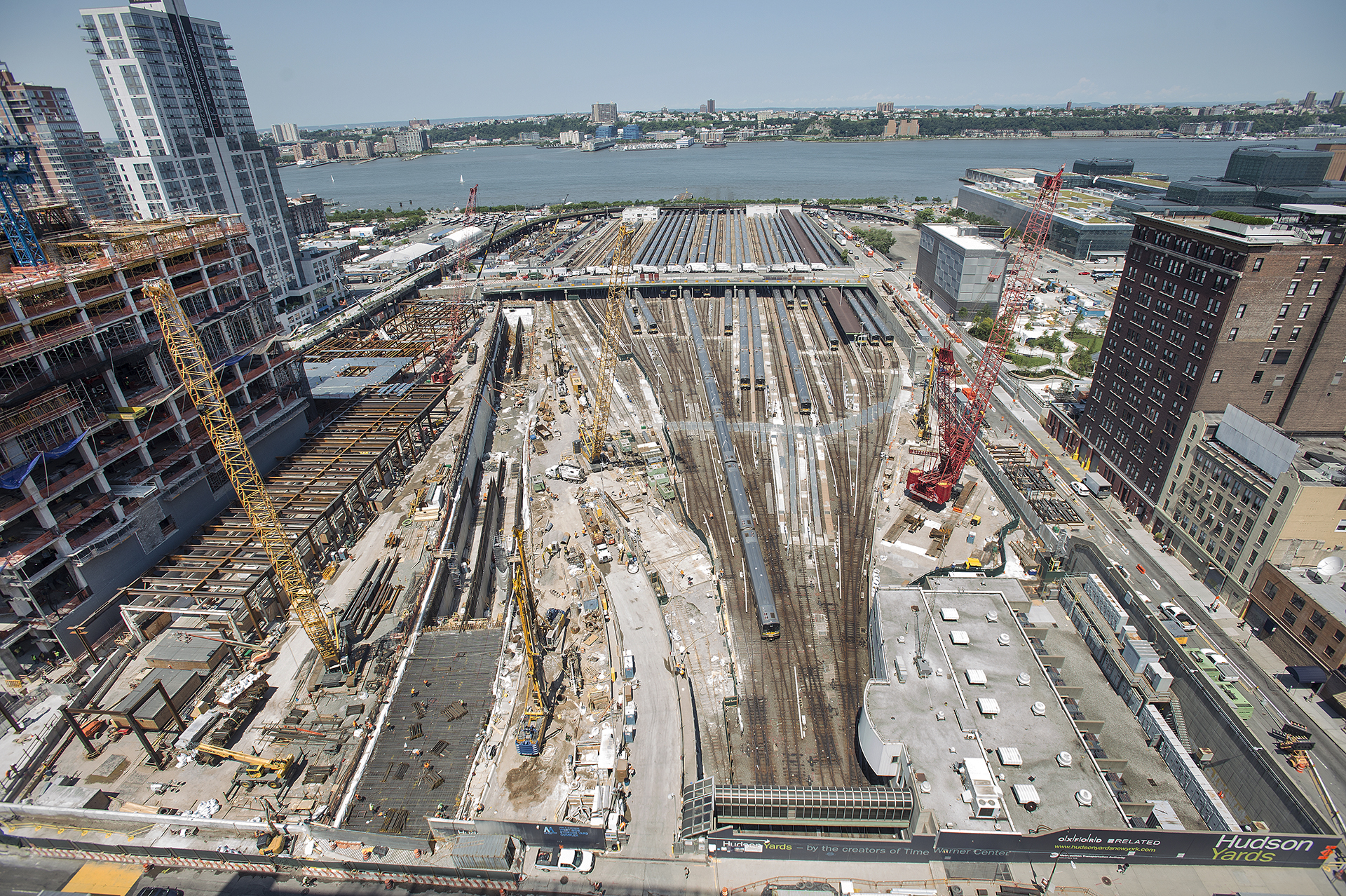
Blick über West Side Yard und Hudson River Richtung New Jersey zeigt Teil der Einhausung für Gateway links der Bildmitte (2014). Bereich im Vordergrund wurde seit Aufnahme mit Hochhäusern Hudson Yards überbaut.

Als Reaktion auf den Abbruch des Projektes Access to the Region’s Core machte Amtrak einen eigenen Vorschlag mit der Bezeichnung Gateway Project, um die Kapazitätsengpässe im Abschnitt New York – Newark anzugehen. Hauptbestandteile des Projekts sind:
- Bau von zwei neuen Tunnelröhren südlich der bestehenden North River Tunnels
- Ersatz von Brücken und Überwerfungsbauwerken
  - Ersatz der 1910 eingeweihten, beweglichen, zweigleisigen Portal Bridge des Nordostkorridors über den Hackensack River in Kearny und Secaucus durch eine neue Hochbrücke
  - Ersatz der Sawtooth Bridges, die in Kearny den Nordostkorridor über andere Strecken überführen
- Erweiterung der Zugangsanlagen des Bahnhofs Penn Station
  - Umnutzung des Gebäudes des U.S. General Post Office. Dies wurde in Gestalt der 2021 eröffneten Moynihan Train Hall an der Ninth Avenue verwirklicht.
  - Ein neuer, repräsentativer Zugang von der Eighth Avenue aus.[6]

Vor allem die Finanzierung der ursprünglich auf ca. 15 Mrd. Dollar geschätzten Projektkosten blieb zunächst ungeklärt. Politische Unterstützung bekam das Projekt von den Senatoren Frank Lautenberg und Bob Menendez.

### Genehmigung und Finanzierung ab 2021
Das Projekt wird von der Gateway Development Commission vorangetrieben. Die US-Bundesregierung genehmigte das Projekt im Mai 2021. Im Juli 2022 verständigten sich die Bundesstaaten New York und New Jersey darauf, alle nicht von Dritten oder von der US-Bundesregierung übernommenen Kosten hälftig aufzuteilen. Die Gateway Development Commission hoffte, das der Bund noch weitere Anteile der auf mehr als 16 Milliarden Dollar veranschlagten Projektkosten übernehmen würde.
Politische Unterstützung kam vom Mehrheitsführer im Senat, Chuck Schumer, und von US-Präsident Biden. Im Juli 2023 wurde eine Förderung durch den Bund in Höhe von 6,88 Millionen US-Dollar zugesagt, die es ermöglichte, eine Tunnelbaufirma zu beauftragen. Im November 2023 wurde der zugesagte Bundesanteil auf rund 70 % der Gesamtkosten erhöht, so dass die beiden Bundesstaaten noch jeweils rund 15 % zu tragen hatten. Im Juli 2024 bekam das Projekt weitere 6,8 Milliarden Dollar an Bundesmitteln.
Mit Stand 2023 könnte das Gateway Program im Jahr 2035 abgeschlossen sein.

### Bestandteile des Gateway Program

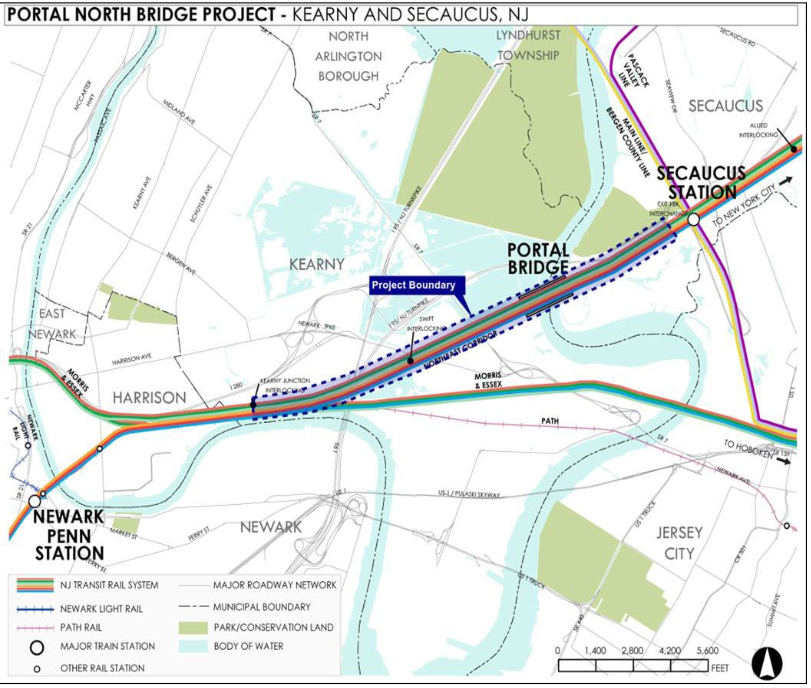
Landkarte mit Projektabgrenzung Portal Bridge zwischen Sawtooth Bridges/Kearny Junction (mittig links) und Secaucus Junction (oben rechts)

#### Ehemalige Planung Penn South
In Midtown Manhattan ist mit Planungsstand 2023 nicht mehr der Bau eines gesonderten Bahnhofs Penn South vorgesehen, der den Aufkauf und Abriss von mehr als 50 Gebäuden erforderlich gemacht hätte. Stattdessen sollen die vorhandenen Anlagen ertüchtigt werden. Ein zur Generierung von Einnahmen vorgesehenes Hochhausviertel wurde aus den Bahnhofs-Planungen ausgegliedert. Dabei wurde der Bau von Bürotürmen angesichts gesunkener Nachfrage nach Gewerbeimmobilien mit Stand 2023 zurückgestellt.

#### Bauvorleistung Hudson Yards
Ab dem Jahr 2013 wurde in Manhattan in drei Bauabschnitten eine Vorleistung für das Projekt gebaut: Im Stadtviertel Hudson Yards entstand eine Einhausung für zwei Streckengleise unter dem Gleisfeld des Abstellbahnhofs West Side Yard. Sie verläuft diagonal im Bereich von 11. Avenue zur 30. Querstraße und sicherte den Verlauf der Gleise für Gateway im Bereich zwischen Penn Station und Hudson-Tunnel, weil bei fortschreitender Bebauung des Hudson-Yards-Entwicklungsprojekts diese dann unterirdische Stelle nicht mehr erreichbar war.

#### Ersatz der Portal Bridge
Die Bauarbeiten für die neue Eisenbahn-Hochbrücke Portal North Bridge, die die Portal Bridge über den Hackensack River ersetzen soll, begannen im Jahr 2021. Mit Stand 2023 streben New Jersey Transit und Amtrak die Fertigstellung zum Ende des Jahres 2027 an.

#### Ersatz der Sawtooth Bridges
In Kearny überführt der Brückenzug Sawtooth Bridges den Nordostkorridor über Strecken von New Jersey Transit, PATH und Conrail. Für Gateway wird er viergleisig neu gebaut. Bauvorbereitungen begannen 2023.

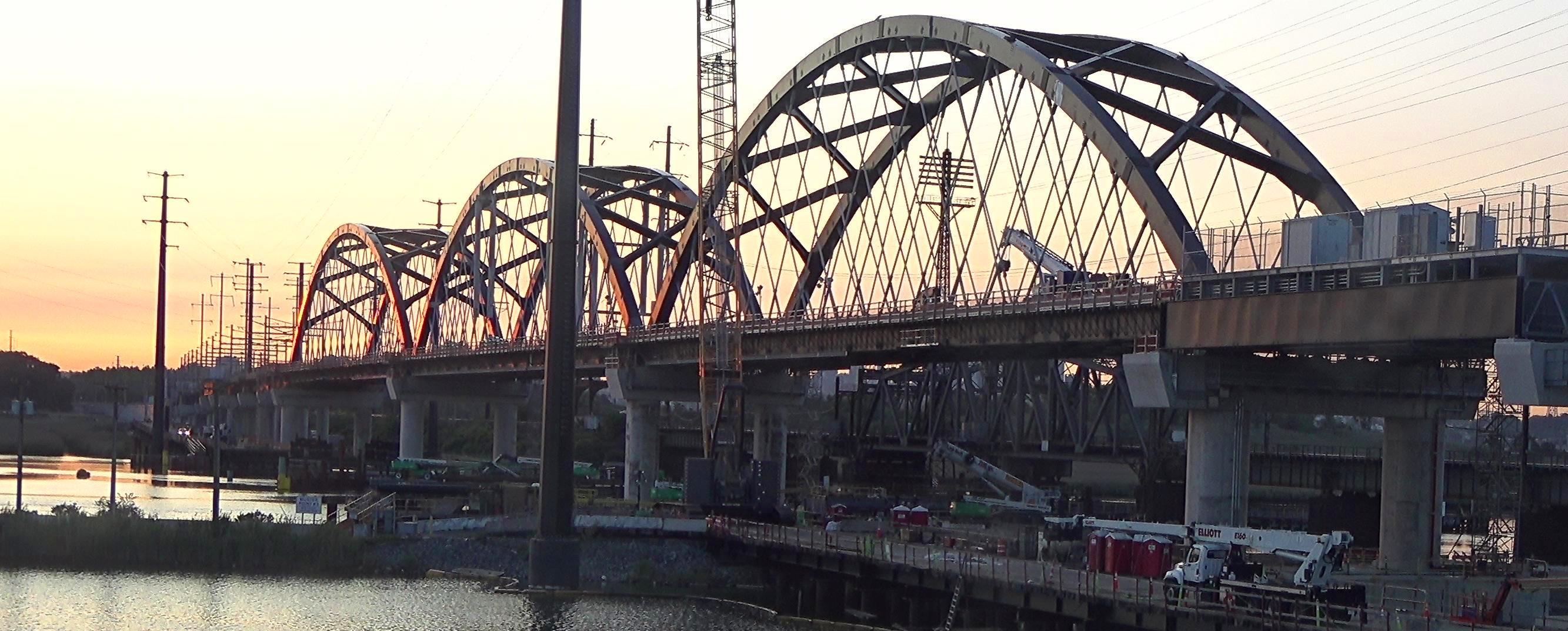
Neubau Portal North Bridge über Hackensack River vorne, Portal Bridge von 1910 im Hintergrund (2025)
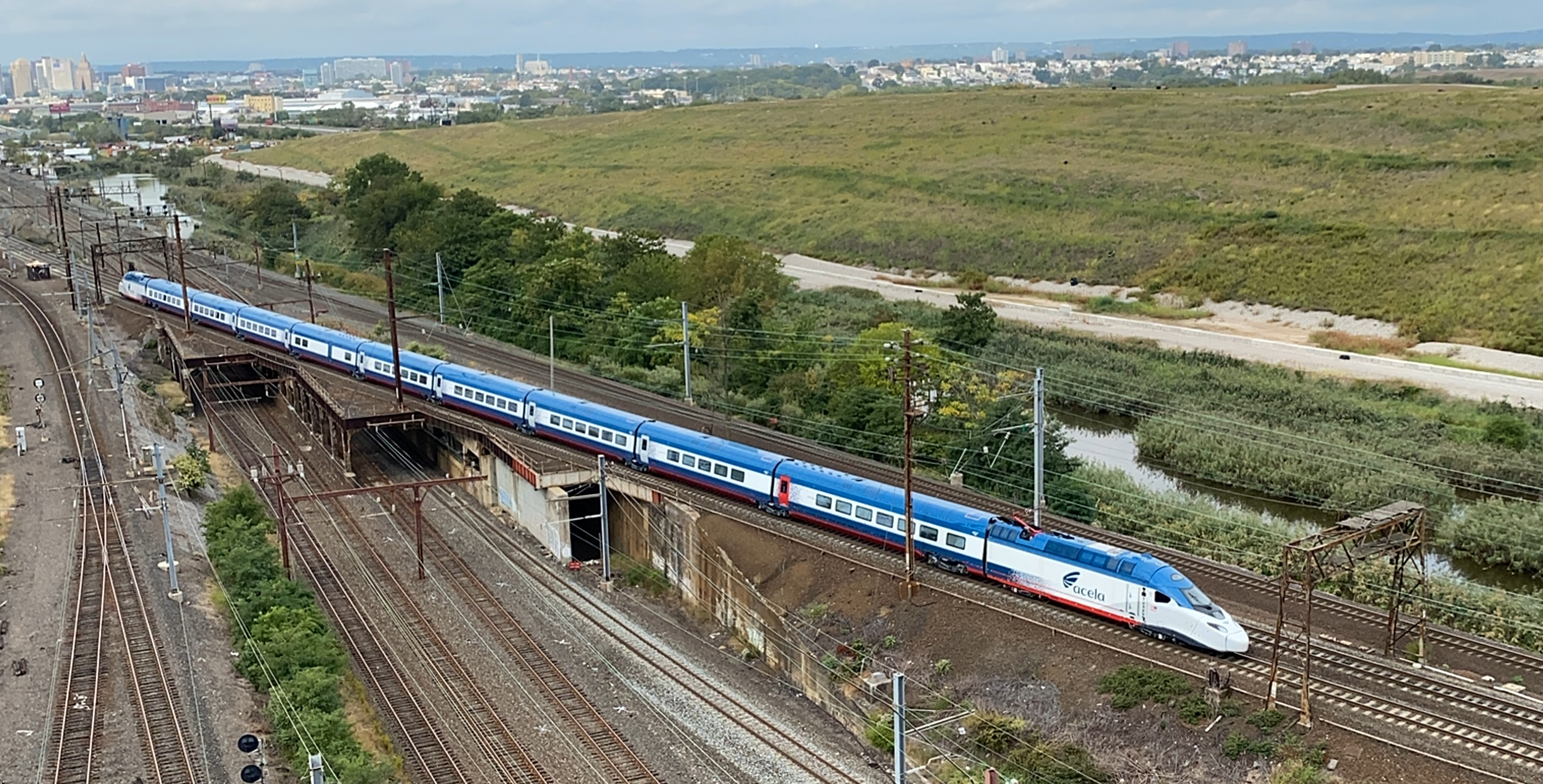
Avelia Liberty auf den alten Sawtooth Bridges (2020)